# اون پسر منه
اون پسر منه (انگلیسی: That's My Boy) فیلمی در ژانر طنز و کمدی سیاه به کارگردانی شان آندرس است که در سال ۲۰۱۲ منتشر شد.
این فیلم برنده جایزه تمشک طلایی بدترین بازیگر مرد برای بازی آدام سندلر و جایزه تمشک طلایی بدترین فیلمنامه برای فیلمنامه دیوید اسکیپ شد.

## بازیگران
| نام               | نقش                         | توضیحات              |
| آدام سندلر        | دانی برگر                   | در نقش پیری          |
| جاستین ویور       | دانی برگر                   | در نقش جوانی         |
| اندی سمبرگ        | هان سولو برگر / تاد پیترسون | پسر دانی و مری       |
| لیتون میستر       | جیمی                        | نامزد تاد            |
| وانیل آیس         | خودش                        | بهترین دوست دانی     |
| جیمز کان          | پدر مک نالی                 |                      |
| میلو ونتیمیلیا    | چاد                         | برادر کوچکتر جیمی    |
| بلیک کلارک        | جرالد                       | پدر جیمی و چاد       |
| میگن فی           | هلن                         | جیمی و مادر چاد      |
| تونی اورلاندو     | استیو اسپیرو                | رئیس تاد             |
| ویل فورته         | فیل                         |                      |
| راشل درچ          | همسر فیل                    |                      |
| پگی استوارت       | مادربزرگ دلورس              | مادر استیو           |
| لونل              | شامپل                       | یک رقصنده و مادر بری |
| سیارا             | بری                         | متصدی بار و دوست     |
| سوزان ساراندون    | مری مک گاریکل               | در نقش پیری مری      |
| اوا آموری مارتینو | مری مک گاریکل               | در نقش جوانی مری     |
| تاد بریجز         | خودش                        |                      |
| جکی سندلر         | ماسوز                       |                      |
| پیتر دانته        | دانته اسپیرو                | پسر استیو            |